# Sebastian (musicus)

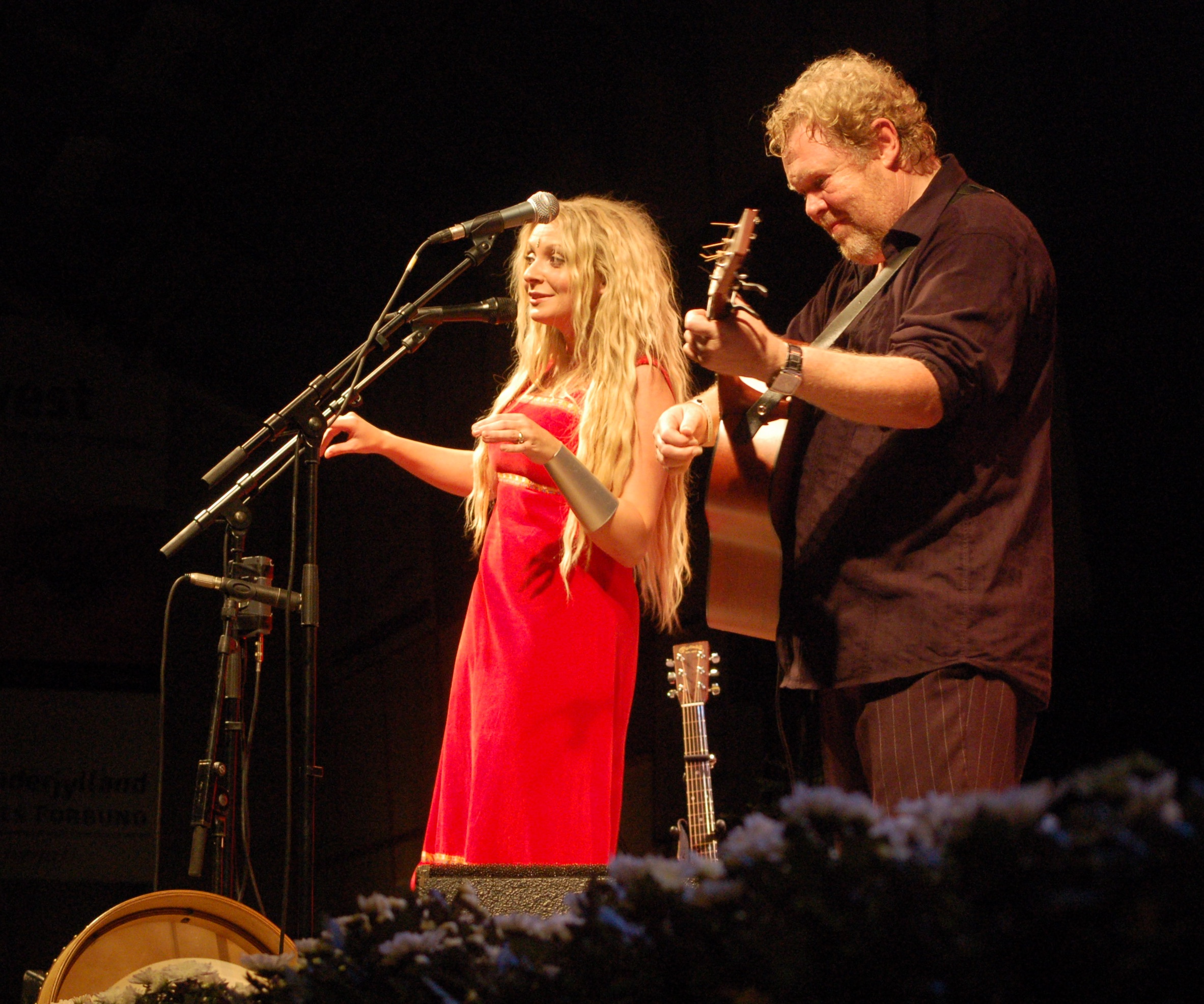
Sebastian met Eivør Pálsdóttir in Tønder in 2006

Sebastian, artiestennaam van Knud Torben Grabow Christensen (Sønderborg, 19 december 1949), is een Deens zanger en songwriter. Hij begon als folkzanger en evolueerde later naar rockmuziek. Hij is een der prominentse Deense songwriters uit de 20ste eeuw en de vader van Sara Grabow.
Sebastian begon als rondtrekkend zanger in de late jaren 60. In deze periode was Donovan zijn grote inspiratiebron: hij bracht in 1970 en 1971 twee Engelstalige singles en de lp The Goddess uit. De belangstelling hiervoor was gering, dus vanaf 1971 begon hij nummers in het Deens te schrijven. Zijn eerste Deenstalige nummer, 'Lossepladsen Bløder', was door Bob Dylan geïnspireerd.
Zijn debuutelpee Den Store Flugt uit 1972, met de nummers 'Når lyset bryder frem' en 'Hvis du tror du er noget', was een der best verkopende Deense elpees uit de jaren 70. Hij bewerkte tevens teksten van Bertolt Brecht voor zijn album 'Tiderne skifter' uit 1979 en leverde in 1988 muziek bij Der gute Mensch von Sezuan. Vanaf de jaren 80 begon hij meer synthesizergebaseerde muziek voort te brengen. In de loop der jaren ontwikkelde hij zich tot een der vooraanstaandste rockmusici van Denemarken. Tot zijn bekendste hits behoren 'Måske ku' vi', 'Du er ikke alene', 'Den lille malkeko', 'Romeo' en 'Hodja fra Pjort'.
Sedert eind jaren 80 is Sebastian hoofdzakelijk als componist voor musicals actief. Hij bewerkte Robert Louis Stevensons Treasure Island tot Skatteøen, alsmede Astrid Lindgrens Ronja Røverdatter en Pippi Langstrømpe. Tezamen met Svenn Skipper componeerde hij de muziek bij de televisieserie Gøngehøvdingen.

## Discografie
- 1971: The Goddess
- 1971: Lossepladsen Bløder (ep)
- 1972: Den store flugt
- 1973: Over havet under himlen
- 1974: Blød lykke
- 1975: Gøgleren, Anton og de andre
- 1976: Måske ku' vi
- 1976: Når Lyst Bryder Frem (compilatie)
- 1977: Ulvehøjen
- 1978: Ikke alene Danmark
- 1978: Sebastian Live I Montmartre (live)
- 1979: Tiderne skifter
- 1979: Cirkus fantastica
- 1980: Nattergalen
- 1980: Sebastian og band live (compilatie)
- 1981: Stjerne til støv
- 1981: First Time Around (compilatie)
- 1982: Her er en sang og 20 andre (compilatie)
- 1983: 80'ernes boheme
- 1983: Flyv Lykkefugl (compilatie)
- 1984: Tusind og een nat
- 1985: Den Danske Sang (compilatie)
- 1986: Skatteøen
- 1987: På vulkaner
- 1988: Det gode menneske fra Sezuan
- 1988: 26 Hits (compilatie)
- 1989: Et eventyr I
- 1989: Et eventyr II
- 1990: Piratpladen
- 1990: Miraklernes tid
- 1991: Ronja Røverdatter
- 1992: Gøngehøvdingen
- 1993: Cyrano
- 1993: Hjerternes sange,roser og torne (compilatie)
- 1995: Aladdin
- 1995: De-Ja-Vu (compilatie)
- 1996: Hans Christian Andersen
- 1997: Musical Highligts (compilatie)
- 1998: Pippi
- 1999: Romeosernader (compilatie)
- 2000: Den nye Cyrano
- 2002: Klokkeren fra Notre Dame
- 2004: Trubadurens aften (live)
- 2007: Sangskatten vol.1 (cd-box)
- 2007: Sangskatten vol.2 (cd-box)
- 2007: Sangskatten vol.3 (cd-box)
- 2009: De største hits (compilatie)
- 2010: Sange fra dengang-solo live 1976 (live)

- Bibsys: 30554
- Gemeinsame Normdatei: 119180758
- International Standard Name Identifier: 0000 0000 7861 1961
- Library of Congress Control Number: n91103774
- MusicBrainz: 7d609f99-feea-4782-b7ce-ee278324e738
- Système universitaire de documentation: 05756910X
- Virtual International Authority File: 79413592